# 메타비
《메타비》(メタビー)는 메다로트에 등장하는 주인공이다. 성우는 타케우치 준코/김순선